# Coupe du monde de football des moins de 20 ans 2017
Navigation
Nouvelle-Zélande 2015 Pologne 2019
La 21e édition de la Coupe du monde de football des moins de 20 ans se déroule en Corée du Sud, du 20 mai au 11 juin 2017. Les six villes-hôtes sont Cheonan, Daejeon, Incheon, Seogwipo, Jeonju et Suwon, lieu de la finale. La compétition réunit vingt-quatre équipes, dont la Corée du Sud qualifiée d'office en tant que pays hôte. Tout joueur né après le 1er janvier 1997 peut participer au tournoi.
Le principal changement par rapport à l'édition précédente concerne la répartition des nations participantes par confédérations : l'Europe perd une place au bénéfice de l'Océanie, qui est représentée par deux sélections, contre une seule auparavant.
Pour la cinquième édition consécutive, le tenant du titre est absent de la phase finale. En effet, la Serbie, titrée en 2015 en Nouvelle-Zélande, n'a pas réussi à se qualifier pour la phase finale de l'Euro, tournoi qualificatif pour la Coupe du monde.

## Villes et stades
| \| Cheonan Daejeon Incheon Seogwipo Jeonju Suwon \| Sites de la Coupe du monde des moins de 20 ans 2017 |
| Cheonan Daejeon Incheon Seogwipo Jeonju Suwon                                                           |

| Ville    | Stade                                 | Capacité |
| -------- | ------------------------------------- | -------- |
| Cheonan  | Cheonan Stadium                       | 26 000   |
| Daejeon  | Stade de la Coupe du monde de Daejeon | 40 535   |
| Incheon  | Incheon Football Stadium              | 20 891   |
| Seogwipo | Stade de la Coupe du monde de Jeju    | 35 657   |
| Jeonju   | Stade de la Coupe du monde de Jeonju  | 42 477   |
| Suwon    | Stade de la Coupe du monde de Suwon   | 44 047   |

## Qualification
| Confédération              | Tournoi qualificatif                                                                     | Qualifié(s)                                 |
| -------------------------- | ---------------------------------------------------------------------------------------- | ------------------------------------------- |
| AFC (Asie)                 | Championnat d'Asie de football des moins de 19 ans 2016                                  | Iran Japon Arabie saoudite Viêt Nam         |
| CAF (Afrique)              | Coupe d'Afrique des nations junior 2017                                                  | Guinée Sénégal Afrique du Sud Zambie        |
| CONCACAF                   | Championnat d'Amérique du Nord, centrale et Caraïbe de football des moins de 20 ans 2017 | Honduras Mexique États-Unis Costa Rica      |
| CONMEBOL (Amérique du Sud) | Championnat des moins de 20 ans de la CONMEBOL 2017                                      | Argentine Équateur Uruguay Venezuela        |
| OFC (Océanie)              | Championnat d'Océanie de football des moins de 20 ans 2016                               | Nouvelle-Zélande Vanuatu                    |
| UEFA (Europe)              | Championnat d'Europe de football des moins de 19 ans 2016                                | Italie Portugal France Angleterre Allemagne |
| Pays hôte                  | Pays hôte                                                                                | Corée du Sud                                |

## Phase de groupes
Les 24 équipes qualifiées sont réparties pour le premier tour dans 6 groupes de 4 équipes. Les deux premiers de chaque groupe se qualifient pour les huitièmes de finale, ainsi que les 4 meilleurs troisièmes .

### Groupe A
| Rang | Équipe       | Pts | J | G | N | P | Bp | Bc | Diff |
| ---- | ------------ | --- | - | - | - | - | -- | -- | ---- |
| 1    | Angleterre   | 7   | 3 | 2 | 1 | 0 | 5  | 1  | +4   |
| 2    | Corée du Sud | 6   | 3 | 2 | 0 | 1 | 5  | 2  | +3   |
| 3    | Argentine    | 3   | 3 | 1 | 0 | 2 | 6  | 5  | +1   |
| 4    | Guinée       | 1   | 3 | 0 | 1 | 2 | 1  | 9  | -8   |

1re journée
| 20 mai 2017 | Argentine | 0 – 3   | Angleterre                                               | Stade de la Coupe du monde de Jeonju, Jeonju                     |                                                                  |
| 16h30       |           | (0 – 1) | 38e Calvert-Lewin · 52e Armstrong · 90+3e (pen.) Solanke | Spectateurs : 15 510 Arbitrage : Mohammed Abdulla Hassan Mohamed | Spectateurs : 15 510 Arbitrage : Mohammed Abdulla Hassan Mohamed |

| 20 mai 2017 | Corée du Sud                                              | 3 - 0   | Guinée | Stade de la Coupe du monde de Jeonju, Jeonju    |                                                 |
| 20h00       | Lee Seung-woo 36e · Lim Min-hyeok 76e · Paik Seung-ho 81e | (1 - 0) |        | Spectateurs : 40 000 Arbitrage : Julio Bascuñán | Spectateurs : 40 000 Arbitrage : Julio Bascuñán |

2e journée
| 23 mai 2017 | Angleterre | 1 - 1   | Guinée           | Stade de la Coupe du monde de Jeonju, Jeonju |                                              |
| 17h00       | Cook 53e   | (0 - 0) | 59e (csc) Tomori | Spectateurs : 5 992 Arbitrage : Joel Aguilar | Spectateurs : 5 992 Arbitrage : Joel Aguilar |

| 23 mai 2017 | Corée du Sud                                 | 2 - 1   | Argentine  | Stade de la Coupe du monde de Jeonju, Jeonju  |                                               |
| 20h00       | Lee Seung-woo 18e · Paik Seung-ho 42e (pen.) | (2 - 0) | 50e Torres | Spectateurs : 27 058 Arbitrage : Cüneyt Çakır | Spectateurs : 27 058 Arbitrage : Cüneyt Çakır |

3e journée
| 26 mai 2017 | Angleterre | 1 - 0   | Corée du Sud | Stade de la Coupe du monde de Suwon, Suwon   |                                              |
| 20h00       | Dowell 56e | (0 - 0) |              | Spectateurs : 35 279 Arbitrage : César Ramos | Spectateurs : 35 279 Arbitrage : César Ramos |

| 26 mai 2017 | Guinée | 0 - 5   | Argentine                                                | Stade de la Coupe du monde de Jeju, Seogwipo  |                                               |
| 20h00       |        | (0 - 2) | 33e Torres · 43e 79e Martínez · 50e Zaracho · 74e Senesi | Spectateurs : 4 545 Arbitrage : Viktor Kassai | Spectateurs : 4 545 Arbitrage : Viktor Kassai |

### Groupe B
| Rang | Équipe    | Pts | J | G | N | P | Bp | Bc | Diff |
| ---- | --------- | --- | - | - | - | - | -- | -- | ---- |
| 1    | Venezuela | 9   | 3 | 3 | 0 | 0 | 10 | 0  | +10  |
| 2    | Mexique   | 4   | 3 | 1 | 1 | 1 | 3  | 3  | 0    |
| 3    | Allemagne | 4   | 3 | 1 | 1 | 1 | 3  | 4  | -1   |
| 4    | Vanuatu   | 0   | 3 | 0 | 0 | 3 | 4  | 13 | -9   |

1re journée
| 20 mai 2017 | Venezuela              | 2 – 0   | Allemagne | Stade de la Coupe du monde de Daejeon, Daejon |                                              |
| 14h00       | Peña 51e · Córdova 54e | (0 – 0) |           | Spectateurs : 5 049 Arbitrage : Gehad Grisha  | Spectateurs : 5 049 Arbitrage : Gehad Grisha |
| 14h00       | Report                 |         |           | Spectateurs : 5 049 Arbitrage : Gehad Grisha  | Spectateurs : 5 049 Arbitrage : Gehad Grisha |

| 20 mai 2017 | Vanuatu                | 2 – 3   | Mexique                                   | Stade de la Coupe du monde de Daejeon, Daejon  |                                                |
| 17h00       | Kalo 52e · Wilkins 62e | (0 – 2) | 10e Magaña · 25e Cisneros · 90+4e Álvarez | Spectateurs : 6 251 Arbitrage : Sergei Karasev | Spectateurs : 6 251 Arbitrage : Sergei Karasev |
| 17h00       | Report                 |         |                                           | Spectateurs : 6 251 Arbitrage : Sergei Karasev | Spectateurs : 6 251 Arbitrage : Sergei Karasev |

2e journée
| 23 mai 2017 | Venezuela                                                                                     | 7 - 0   | Vanuatu | Stade de la Coupe du monde de Daejeon, Daejon  |                                                |
| 17h00       | Velásquez 30e · Córdova 42e 73e · Peñaranda 46e · Faríñez 56e (pen.) · Hurtado 82e · Sosa 89e | (2 - 0) |         | Spectateurs : 1 495 Arbitrage : Kim Jong-hyeok | Spectateurs : 1 495 Arbitrage : Kim Jong-hyeok |

| 23 mai 2017 | Mexique | 0 - 0   | Allemagne | Stade de la Coupe du monde de Daejeon, Daejon |                                               |
| 20h00       |         | (0 - 0) |           | Spectateurs : 4 338 Arbitrage : Janny Sikazwe | Spectateurs : 4 338 Arbitrage : Janny Sikazwe |

3e journée
| 26 mai 2017 | Mexique | 0 – 1   | Venezuela   | Stade de la Coupe du monde de Suwon, Suwon     |                                                |
| 17h00       |         | (0 – 1) | 33e Córdova | Spectateurs : 5 040 Arbitrage : Jonas Eriksson | Spectateurs : 5 040 Arbitrage : Jonas Eriksson |

| 26 mai 2017 | Allemagne                        | 3 – 2   | Vanuatu      | Stade de la Coupe du monde de Jeju, Seogwipo |                                              |
| 17h00       | Badu 27e · Reese 32e · Iyoha 50e | (2 – 0) | 52e 77e Kalo | Spectateurs : 3 175 Arbitrage : Walter Lopez | Spectateurs : 3 175 Arbitrage : Walter Lopez |

### Groupe C
| Rang | Équipe     | Pts | J | G | N | P | Bp | Bc | Diff |
| ---- | ---------- | --- | - | - | - | - | -- | -- | ---- |
| 1    | Zambie     | 6   | 3 | 2 | 0 | 1 | 6  | 4  | +2   |
| 2    | Portugal   | 4   | 3 | 1 | 1 | 1 | 4  | 4  | 0    |
| 3    | Costa Rica | 4   | 3 | 1 | 1 | 1 | 2  | 2  | 0    |
| 4    | Iran       | 3   | 3 | 1 | 0 | 2 | 4  | 6  | -2   |

1re journée
| 21 mai 2017 | Zambie                    | 2 – 1   | Portugal     | Stade de la Coupe du monde de Jeju, Seogwipo |                                             |
| 14h00       | Chilufya 51e · Sakala 76e | (0 – 0) | 90+1e Hélder | Spectateurs : 4 356 Arbitrage : César Ramos  | Spectateurs : 4 356 Arbitrage : César Ramos |

| 21 mai 2017 | Iran           | 1 – 0   | Costa Rica | Stade de la Coupe du monde de Jeju, Seogwipo   |                                                |
| 17h00       | Mehdikhani 81e | (0 – 0) |            | Spectateurs : 4 896 Arbitrage : Jonas Eriksson | Spectateurs : 4 896 Arbitrage : Jonas Eriksson |

2e journée
| 24 mai 2017 | Zambie                                        | 4 – 2   | Iran           | Stade de la Coupe du monde de Jeju, Seogwipo        |                                                     |
| 17h00       | Sakala 54e · Mwepu 59e · Banda 65e · Daka 71e | (0 – 1) | 7e 49e Shekari | Spectateurs : 2 060 Arbitrage : Antonio Mateu Lahoz | Spectateurs : 2 060 Arbitrage : Antonio Mateu Lahoz |

| 24 mai 2017 | Costa Rica       | 1 - 1   | Portugal             | Stade de la Coupe du monde de Jeju, Seogwipo          |                                                       |
| 20h00       | Marin 48e (pen.) | (0 - 1) | 32e (pen.) Gonçalves | Spectateurs : 3 147 Arbitrage : Abdulrahman Al-Jassim | Spectateurs : 3 147 Arbitrage : Abdulrahman Al-Jassim |

3e journée
| 27 mai 2017 | Costa Rica | 1 - 0   | Zambie | Cheonan Stadium, Cheonan                    |                                             |
| 17h00       | Daly 15e   | (1 - 0) |        | Spectateurs : 4 506 Arbitrage : Matt Conger | Spectateurs : 4 506 Arbitrage : Matt Conger |

| 27 mai 2017 | Portugal                                  | 2 - 1   | Iran       | Incheon Football Stadium, Incheon              |                                                |
| 17h00       | Gonçalves 54e · Derakhshan Mehr 59e (csc) | (0 - 1) | 4e Shekari | Spectateurs : 6 085 Arbitrage : Roddy Zambrano | Spectateurs : 6 085 Arbitrage : Roddy Zambrano |

### Groupe D
| Rang | Équipe         | Pts | J | G | N | P | Bp | Bc | Diff |
| ---- | -------------- | --- | - | - | - | - | -- | -- | ---- |
| 1    | Uruguay        | 7   | 3 | 2 | 1 | 0 | 3  | 0  | +3   |
| 2    | Italie         | 4   | 3 | 1 | 1 | 1 | 4  | 3  | +1   |
| 3    | Japon          | 4   | 3 | 1 | 1 | 1 | 4  | 5  | -1   |
| 4    | Afrique du Sud | 1   | 3 | 0 | 1 | 2 | 1  | 4  | -3   |

1re journée
| 21 mai 2017 | Afrique du Sud | 1 – 2   | Japon                | Stade de la Coupe du monde de Suwon, Suwon     |                                                |
| 17h00       | Margeman 7e    | (1 – 0) | 48e Ogawa · 72e Doan | Spectateurs : 8 091 Arbitrage : Matthew Conger | Spectateurs : 8 091 Arbitrage : Matthew Conger |

| 21 mai 2017 | Italie | 0 – 1   | Uruguay    | Stade de la Coupe du monde de Suwon, Suwon   |                                              |
| 20h00       |        | (0 – 0) | 76e Amaral | Spectateurs : 9 128 Arbitrage : Walter Lopez | Spectateurs : 9 128 Arbitrage : Walter Lopez |

2e journée
| 24 mai 2017 | Afrique du Sud | 0 – 2   | Italie                            | Stade de la Coupe du monde de Suwon, Suwon     |                                                |
| 17h00       |                | (0 – 1) | 23e (pen.) Orsolini · 57e Favilli | Spectateurs : 5 931 Arbitrage : Roddy Zambrano | Spectateurs : 5 931 Arbitrage : Roddy Zambrano |

| 24 mai 2017 | Uruguay                           | 2 - 0   | Japon | Stade de la Coupe du monde de Suwon, Suwon       |                                                  |
| 20h00       | Schiappacasse 38e · Olivera 90+1e | (1 - 0) |       | Spectateurs : 7 978 Arbitrage : Szymon Marciniak | Spectateurs : 7 978 Arbitrage : Szymon Marciniak |

3e journée
| 27 mai 2017 | Uruguay | 0 - 0   | Afrique du Sud | Incheon Football Stadium, Incheon              |                                                |
| 20h00       |         | (0 - 0) |                | Spectateurs : 7 707 Arbitrage : Sergei Karasev | Spectateurs : 7 707 Arbitrage : Sergei Karasev |

| 27 mai 2017 | Japon        | 2 - 2   | Italie                  | Cheonan Stadium, Cheonan                      |                                               |
| 20h00       | Doan 22e 50e | (1 - 2) | 3e Orsolini · 7e Panico | Spectateurs : 10 003 Arbitrage : Ghead Grisha | Spectateurs : 10 003 Arbitrage : Ghead Grisha |

### Groupe E
| Rang | Équipe           | Pts | J | G | N | P | Bp | Bc | Diff |
| ---- | ---------------- | --- | - | - | - | - | -- | -- | ---- |
| 1    | France           | 9   | 3 | 3 | 0 | 0 | 9  | 0  | +9   |
| 2    | Nouvelle-Zélande | 4   | 3 | 1 | 1 | 1 | 3  | 3  | 0    |
| 3    | Honduras         | 3   | 3 | 1 | 0 | 2 | 3  | 6  | -3   |
| 4    | Viêt Nam         | 1   | 3 | 0 | 1 | 2 | 0  | 6  | -6   |

1re journée
| 22 mai 2017 | France                                 | 3 – 0   | Honduras | Cheonan Stadium, Cheonan                     |                                              |
| 17h00       | Augustin 15e · Harit 44e · Terrier 81e | (2 – 0) |          | Spectateurs : 2 947 Arbitrage : Andrés Cunha | Spectateurs : 2 947 Arbitrage : Andrés Cunha |

| 22 mai 2017 | Viêt Nam | 0 – 0   | Nouvelle-Zélande | Cheonan Stadium, Cheonan                    |                                             |
| 20h00       |          | (0 - 0) |                  | Spectateurs : 6 975 Arbitrage : Sidi Alioum | Spectateurs : 6 975 Arbitrage : Sidi Alioum |

2e journée
| 25 mai 2017 | France                                   | 4 – 0   | Viêt Nam | Cheonan Stadium, Cheonan                       |                                                |
| 17h00       | Thuram 18e · Augustin 22e 45e · Poha 52e | (3 - 0) |          | Spectateurs : 4 672 Arbitrage : Norbert Hauata | Spectateurs : 4 672 Arbitrage : Norbert Hauata |

| 25 mai 2017 | Nouvelle-Zélande                    | 3 – 1   | Honduras    | Cheonan Stadium, Cheonan                   |                                            |
| 20h00       | Bevan 1re 56e (pen.) · Ashworth 23e | (2 – 0) | 50e Álvarez | Spectateurs : 6 074 Arbitrage : Diego Haro | Spectateurs : 6 074 Arbitrage : Diego Haro |

3e journée
| 28 mai 2017 | Nouvelle-Zélande | 0 – 2   | France                | Stade de la Coupe du monde de Daejeon, Daejon  |                                                |
| 15h00       |                  | (0 – 2) | 22e 37e Saint-Maximin | Spectateurs : 4 280 Arbitrage : Kim Jong-hyeok | Spectateurs : 4 280 Arbitrage : Kim Jong-hyeok |

| 28 mai 2017 | Honduras                 | 2 – 0   | Viêt Nam | Stade de la Coupe du monde de Jeonju, Jeonju                     |                                                                  |
| 15h00       | Cruz 76e · Álvarez 90+3e | (0 – 0) |          | Spectateurs : 10 427 Arbitrage : Mohammed Abdulla Hassan Mohamed | Spectateurs : 10 427 Arbitrage : Mohammed Abdulla Hassan Mohamed |

### Groupe F
| Rang | Équipe          | Pts | J | G | N | P | Bp | Bc | Diff |
| ---- | --------------- | --- | - | - | - | - | -- | -- | ---- |
| 1    | États-Unis      | 5   | 3 | 1 | 2 | 0 | 5  | 4  | +1   |
| 2    | Sénégal         | 4   | 3 | 1 | 1 | 1 | 2  | 1  | +1   |
| 3    | Arabie saoudite | 4   | 3 | 1 | 1 | 1 | 3  | 4  | -1   |
| 4    | Équateur        | 2   | 3 | 0 | 2 | 1 | 4  | 5  | -1   |

1re journée
| 22 mai 2017 | Équateur                 | 3 – 3   | États-Unis                          | Incheon Football Stadium, Incheon             |                                               |
| 17h00       | Lino 5e · Cabezas 7e 64e | (2 – 1) | 36e 54e Sargent · 90+4e de la Torre | Spectateurs : 3 886 Arbitrage : Björn Kuipers | Spectateurs : 3 886 Arbitrage : Björn Kuipers |

| 22 mai 2017 | Arabie saoudite | 0 – 2   | Sénégal                | Incheon Football Stadium, Incheon             |                                               |
| 20h00       |                 | (0 – 2) | 13e Niane · 15e Diagne | Spectateurs : 5 110 Arbitrage : Viktor Kassai | Spectateurs : 5 110 Arbitrage : Viktor Kassai |

2e journée
| 25 mai 2017 | Équateur    | 1 – 2   | Arabie saoudite | Incheon Football Stadium, Incheon           |                                             |
| 17h00       | Caicedo 89e | (0 - 1) | 7e 84e Al-Yami  | Spectateurs : 3 496 Arbitrage : Sidi Alioum | Spectateurs : 3 496 Arbitrage : Sidi Alioum |

| 25 mai 2017 | Sénégal | 0 – 1   | États-Unis  | Incheon Football Stadium, Incheon            |                                              |
| 20h00       |         | (0 – 1) | 34e Sargent | Spectateurs : 5 864 Arbitrage : Andrés Cunha | Spectateurs : 5 864 Arbitrage : Andrés Cunha |

3e journée
| 28 mai 2017 | Sénégal | 0 – 0   | Équateur | Stade de la Coupe du monde de Jeonju, Jeonju         |                                                      |
| 18h00       |         | (0 – 0) |          | Spectateurs : 11 047 Arbitrage : Antonio Mateu Lahoz | Spectateurs : 11 047 Arbitrage : Antonio Mateu Lahoz |

| 28 mai 2017 | États-Unis | 1 – 1   | Arabie saoudite | Stade de la Coupe du monde de Daejeon, Daejeon |                                            |
| 18h00       | Lennon 40e | (1 – 0) | 74e Alamri      | Spectateurs : 5 460 Arbitrage : Diego Haro     | Spectateurs : 5 460 Arbitrage : Diego Haro |

### Classement des troisièmes de groupe
Les 4 meilleurs troisièmes sont repêchés pour compléter le tableau des huitièmes de finale.
| Groupe | Équipe          | Pts | J | G | N | P | Bp | Bc | Diff |
| ------ | --------------- | --- | - | - | - | - | -- | -- | ---- |
| C      | Costa Rica      | 4   | 3 | 1 | 1 | 1 | 2  | 2  | 0    |
| B      | Japon           | 4   | 3 | 1 | 1 | 1 | 4  | 5  | -1   |
| A      | Allemagne       | 4   | 3 | 1 | 1 | 1 | 3  | 4  | -1   |
| F      | Arabie saoudite | 4   | 3 | 1 | 1 | 1 | 3  | 4  | -1   |
| D      | Argentine       | 3   | 3 | 1 | 0 | 2 | 6  | 5  | 1    |
| E      | Honduras        | 3   | 3 | 1 | 0 | 2 | 3  | 6  | -3   |

## Tableau final
|  | Huitièmes de finale | Huitièmes de finale |           |                        | Quarts de finale       | Quarts de finale |   |  | Demi-finales     | Demi-finales     |  |  | Finale          | Finale          |
|  | Huitièmes de finale | Huitièmes de finale |           |                        | Quarts de finale       | Quarts de finale |   |  | Demi-finales     | Demi-finales     |  |  | Finale          | Finale          |
|  |                     |                     |           |                        |                        |                  |   |  |                  |                  |  |  |                 |                 |
|  | 30 mai à Cheonan    | 30 mai à Cheonan    |           |                        | 4 juin à Daejeon       | 4 juin à Daejeon |   |  | 8 juin à Daejeon | 8 juin à Daejeon |  |  | 11 juin à Suwon | 11 juin à Suwon |
|  | 30 mai à Cheonan    | 30 mai à Cheonan    |           |                        | 4 juin à Daejeon       | 4 juin à Daejeon |   |  | 8 juin à Daejeon | 8 juin à Daejeon |  |  | 11 juin à Suwon | 11 juin à Suwon |
|  | Corée du Sud        | 1                   |           |                        | 4 juin à Daejeon       | 4 juin à Daejeon |   |  | 8 juin à Daejeon | 8 juin à Daejeon |  |  | 11 juin à Suwon | 11 juin à Suwon |
|  | Corée du Sud        | 1                   |           |                        | 4 juin à Daejeon       | 4 juin à Daejeon |   |  | 8 juin à Daejeon | 8 juin à Daejeon |  |  | 11 juin à Suwon | 11 juin à Suwon |
|  | Portugal            | 3                   |           |                        | 4 juin à Daejeon       | 4 juin à Daejeon |   |  | 8 juin à Daejeon | 8 juin à Daejeon |  |  | 11 juin à Suwon | 11 juin à Suwon |
|  | Portugal            | 3                   | Portugal  | 2ap (4)                |                        |                  |   |  | 8 juin à Daejeon | 8 juin à Daejeon |  |  | 11 juin à Suwon | 11 juin à Suwon |
|  | 31 mai à Suwon      |                     | Portugal  | 2ap (4)                |                        |                  |   |  | 8 juin à Daejeon | 8 juin à Daejeon |  |  | 11 juin à Suwon | 11 juin à Suwon |
|  |                     | Uruguay             | 2 tab(5)  |                        |                        |                  |   |  | 8 juin à Daejeon | 8 juin à Daejeon |  |  | 11 juin à Suwon | 11 juin à Suwon |
|  | Uruguay             | Uruguay             | 2 tab(5)  | 1                      |                        |                  |   |  | 8 juin à Daejeon | 8 juin à Daejeon |  |  | 11 juin à Suwon | 11 juin à Suwon |
|  | Uruguay             | 4 juin à Jeonju     |           | 1                      |                        |                  |   |  | 8 juin à Daejeon | 8 juin à Daejeon |  |  | 11 juin à Suwon | 11 juin à Suwon |
|  | Arabie saoudite     | 0                   |           |                        |                        |                  |   |  | 8 juin à Daejeon | 8 juin à Daejeon |  |  | 11 juin à Suwon | 11 juin à Suwon |
|  | Arabie saoudite     | 0                   | Uruguay   | 1ap (3)                |                        |                  |   |  |                  |                  |  |  | 11 juin à Suwon | 11 juin à Suwon |
|  | 30 mai à Daejeon    |                     | Uruguay   | 1ap (3)                |                        |                  |   |  |                  |                  |  |  | 11 juin à Suwon | 11 juin à Suwon |
|  |                     | Venezuela           | 1 tab(4)  |                        |                        |                  |   |  |                  |                  |  |  | 11 juin à Suwon | 11 juin à Suwon |
|  | Venezuela           | Venezuela           | 1 tab(4)  | 1 ap                   |                        |                  |   |  |                  |                  |  |  | 11 juin à Suwon | 11 juin à Suwon |
|  | Venezuela           | 8 juin à Jeonju     |           | 1 ap                   |                        |                  |   |  |                  |                  |  |  | 11 juin à Suwon | 11 juin à Suwon |
|  | Japon               | 0                   |           |                        |                        |                  |   |  |                  |                  |  |  | 11 juin à Suwon | 11 juin à Suwon |
|  | Japon               | 0                   | Venezuela | 2 ap                   |                        |                  |   |  |                  |                  |  |  | 11 juin à Suwon | 11 juin à Suwon |
|  | 1 juin à Incheon    |                     | Venezuela | 2 ap                   |                        |                  |   |  |                  |                  |  |  | 11 juin à Suwon | 11 juin à Suwon |
|  |                     | États-Unis          | 1         |                        |                        |                  |   |  |                  |                  |  |  | 11 juin à Suwon | 11 juin à Suwon |
|  | États-Unis          | États-Unis          | 1         | 6                      |                        |                  |   |  |                  |                  |  |  | 11 juin à Suwon | 11 juin à Suwon |
|  | États-Unis          | 5 juin à Suwon      |           | 6                      |                        |                  |   |  |                  |                  |  |  | 11 juin à Suwon | 11 juin à Suwon |
|  | Nouvelle-Zélande    | 0                   |           |                        |                        |                  |   |  |                  |                  |  |  | 11 juin à Suwon | 11 juin à Suwon |
|  | Nouvelle-Zélande    | 0                   | Venezuela | 0                      |                        |                  |   |  |                  |                  |  |  |                 |                 |
|  | 1 juin à Cheonan    |                     | Venezuela | 0                      |                        |                  |   |  |                  |                  |  |  |                 |                 |
|  |                     | Angleterre          | 1         |                        |                        |                  |   |  |                  |                  |  |  |                 |                 |
|  | France              | Angleterre          | 1         | 1                      |                        |                  |   |  |                  |                  |  |  |                 |                 |
|  | France              |                     |           | 1                      |                        |                  |   |  |                  |                  |  |  |                 |                 |
|  | Italie              | 2                   |           |                        |                        |                  |   |  |                  |                  |  |  |                 |                 |
|  | Italie              | 2                   | Italie    | 3 ap                   |                        |                  |   |  |                  |                  |  |  |                 |                 |
|  | 31 mai à Seongwipo  |                     | Italie    | 3 ap                   |                        |                  |   |  |                  |                  |  |  |                 |                 |
|  |                     | Zambie              | 2         |                        |                        |                  |   |  |                  |                  |  |  |                 |                 |
|  | Zambie              | Zambie              | 2         | 4 ap                   |                        |                  |   |  |                  |                  |  |  |                 |                 |
|  | Zambie              | 5 juin à Cheonan    |           | 4 ap                   |                        |                  |   |  |                  |                  |  |  |                 |                 |
|  | Allemagne           | 3                   |           |                        |                        |                  |   |  |                  |                  |  |  |                 |                 |
|  | Allemagne           | 3                   | Italie    | 1                      |                        |                  |   |  |                  |                  |  |  |                 |                 |
|  | 1 juin à Incheon    |                     | Italie    | 1                      |                        |                  |   |  |                  |                  |  |  |                 |                 |
|  |                     | Angleterre          | 3         |                        |                        |                  |   |  |                  |                  |  |  |                 |                 |
|  | Mexique             | Angleterre          | 3         | 1                      |                        |                  |   |  |                  |                  |  |  |                 |                 |
|  | Mexique             |                     |           | 1                      |                        |                  |   |  |                  |                  |  |  |                 |                 |
|  | Sénégal             | 0                   |           | Match pour la 3e place | Match pour la 3e place |                  |   |  |                  |                  |  |  |                 |                 |
|  | Sénégal             | 0                   | Mexique   | Match pour la 3e place | Match pour la 3e place | 0                |   |  |                  |                  |  |  |                 |                 |
|  | 31 mai à Jeonju     | 31 mai à Jeonju     | Mexique   | 11 juin à Suwon        | 11 juin à Suwon        | 0                |   |  |                  |                  |  |  |                 |                 |
|  | 31 mai à Jeonju     | 31 mai à Jeonju     |           | 11 juin à Suwon        | 11 juin à Suwon        | Angleterre       | 1 |  |                  |                  |  |  |                 |                 |
|  | Angleterre          | 2                   | Uruguay   | 0ap (1)                |                        | Angleterre       | 1 |  |                  |                  |  |  |                 |                 |
|  | Angleterre          | 2                   | Uruguay   | 0ap (1)                |                        |                  |   |  |                  |                  |  |  |                 |                 |
|  | Costa Rica          | 1                   |           | Italie                 | 0 tab(4)               |                  |   |  |                  |                  |  |  |                 |                 |
|  | Costa Rica          | 1                   |           | Italie                 | 0 tab(4)               |                  |   |  |                  |                  |  |  |                 |                 |

### Huitièmes de finale
| 30 mai 2017 | Venezuela    | 1 – 0 ap | Japon | Stade de la Coupe du monde de Daejeon, Daejeon |                                               |
| 17h00       | Herrera 108e | (0 – 0)  |       | Spectateurs : 2 013 Arbitrage : Björn Kuipers  | Spectateurs : 2 013 Arbitrage : Björn Kuipers |
| 17h00       | Report       |          |       | Spectateurs : 2 013 Arbitrage : Björn Kuipers  | Spectateurs : 2 013 Arbitrage : Björn Kuipers |

| 30 mai 2017 | Corée du Sud      | 1 – 3   | Portugal                        | Cheonan Stadium, Cheonan                      |                                               |
| 20h00       | Lee Sang-Heon 81e | (0 – 1) | 10e 69e Xadas · 27e Bruno Costa | Spectateurs : 21 361 Arbitrage : Andrés Cunha | Spectateurs : 21 361 Arbitrage : Andrés Cunha |
| 20h00       | Report            |         |                                 | Spectateurs : 21 361 Arbitrage : Andrés Cunha | Spectateurs : 21 361 Arbitrage : Andrés Cunha |

| 31 mai 2017 | Uruguay               | 1 - 0   | Arabie saoudite | Stade de la Coupe du monde de Suwon, Suwon    |                                               |
| 17h00       | de la Cruz 50e (pen.) | (0 - 0) |                 | Spectateurs : 2 522 Arbitrage : Janny Sikazwe | Spectateurs : 2 522 Arbitrage : Janny Sikazwe |
| 17h00       | Report                |         |                 | Spectateurs : 2 522 Arbitrage : Janny Sikazwe | Spectateurs : 2 522 Arbitrage : Janny Sikazwe |

| 31 mai 2017 | Angleterre      | 2 - 1   | Costa Rica | Stade de la Coupe du monde de Jeonju, Jeonju   |                                                |
| 20h00       | Lookman 35e 63e | (1 - 0) | 89e Leal   | Spectateurs : 4 428 Arbitrage : Julio Bascuñán | Spectateurs : 4 428 Arbitrage : Julio Bascuñán |
| 20h00       | Report          |         |            | Spectateurs : 4 428 Arbitrage : Julio Bascuñán | Spectateurs : 4 428 Arbitrage : Julio Bascuñán |

| 31 mai 2017 | Zambie                                                  | 4 – 3 ap | Allemagne                              | Stade de la Coupe du Monde de Jeju, Seogwipo |                                              |
| 20h00       | E. Banda 50e · F. Sakala 68e · Mwepu 85e · Mayembe 107e | (0 - 1)  | 37e Ochs · 89e Serdar · 90+4e Arweiler | Spectateurs : 2 925 Arbitrage : Joel Aguilar | Spectateurs : 2 925 Arbitrage : Joel Aguilar |
| 20h00       | Report                                                  |          |                                        | Spectateurs : 2 925 Arbitrage : Joel Aguilar | Spectateurs : 2 925 Arbitrage : Joel Aguilar |

| 1er juin 2017 | Mexique      | 1 – 0   | Sénégal | Incheon Football Stadium, Incheon            |                                              |
| 16h30         | Cisneros 89e | (0 – 0) |         | Spectateurs : 3 276 Arbitrage : Cüneyt Çakır | Spectateurs : 3 276 Arbitrage : Cüneyt Çakır |
| 16h30         | Report       |         |         | Spectateurs : 3 276 Arbitrage : Cüneyt Çakır | Spectateurs : 3 276 Arbitrage : Cüneyt Çakır |

| 1er juin 2017 | France              | 1 – 2   | Italie                    | Cheonan Stadium, Cheonan                         |                                                  |
| 20h00         | Augustin 37e (pen.) | (1 – 1) | 27e Orsolini · 53e Panico | Spectateurs : 3 321 Arbitrage : Szymon Marciniak | Spectateurs : 3 321 Arbitrage : Szymon Marciniak |
| 20h00         | Report              |         |                           | Spectateurs : 3 321 Arbitrage : Szymon Marciniak | Spectateurs : 3 321 Arbitrage : Szymon Marciniak |

| 1er juin 2017 | États-Unis                                                                    | 6 – 0   | Nouvelle-Zélande | Incheon Football Stadium, Incheon                     |                                                       |
| 20h00         | Sargent 32e · Ebobisse 64e · Lennon 65e · Glad 76e · Trusty 84e · Kunga 90+3e | (1 – 0) |                  | Spectateurs : 5 667 Arbitrage : Abdulrahman Al-Jassim | Spectateurs : 5 667 Arbitrage : Abdulrahman Al-Jassim |
| 20h00         | Report                                                                        |         |                  | Spectateurs : 5 667 Arbitrage : Abdulrahman Al-Jassim | Spectateurs : 5 667 Arbitrage : Abdulrahman Al-Jassim |

### Quarts de finale
| 4 juin 2017 | Venezuela                      | 2 – 1 ap | États-Unis    | Stade de la Coupe du monde de Jeonju, Jeonju   |                                                |
| 15h00       | Peñaranda 96e · Ferraresi 115e | (0 – 0)  | 117e Ebobisse | Spectateurs : 2 671 Arbitrage : Jonas Eriksson | Spectateurs : 2 671 Arbitrage : Jonas Eriksson |

| 4 juin 2017 | Portugal                                               | 2 – 2 ap          | Uruguay                                                          | Stade de la Coupe du monde de Daejeon, Daejeon     |                                                    |
| 18h00       | Silva 1re · Gonçalves 41e                              | (2 – 1)           | 16e Bueno · 50e (pen.) Valverde                                  | Spectateurs : 5 086 Arbitrage : César Arturo Ramos | Spectateurs : 5 086 Arbitrage : César Arturo Ramos |
| 18h00       | Dias · Dalot · Xadas · Gedson · Pepê · Gomes · Ribeiro | Tirs au but 4 – 5 | Valverde · Rodríguez · Canobbio · Ardaiz · Amaral · Viña · Bueno | Spectateurs : 5 086 Arbitrage : César Arturo Ramos | Spectateurs : 5 086 Arbitrage : César Arturo Ramos |

| 5 juin 2017 | Italie                                 | 3 – 2 ap | Zambie               | Stade de la Coupe du monde de Suwon, Suwon     |                                                |
| 17h00       | Orsolini 50e · Dimarco 88e · Vido 111e | (0 – 1)  | 4e Daka · 84e Sakala | Spectateurs : 6 252 Arbitrage : Roddy Zambrano | Spectateurs : 6 252 Arbitrage : Roddy Zambrano |

| 5 juin 2017 | Mexique | 0 – 1   | Angleterre  | Cheonan Stadium, Cheonan                                        |                                                                 |
| 20h00       |         | (0 – 0) | 47e Solanke | Spectateurs : 5 953 Arbitrage : Mohammed Abdulla Hassan Mohamed | Spectateurs : 5 953 Arbitrage : Mohammed Abdulla Hassan Mohamed |

### Demi-finales
| 8 juin 2017 | Uruguay                                                 | 1 – 1 ap          | Venezuela                                        | Stade de la Coupe du monde de Daejeon, Daejeon   |                                                  |
| 17h00       | De La Cruz 49e (pen.)                                   | (0 – 0)           | 90+1e Sosa                                       | Spectateurs : 3 486 Arbitrage : Szymon Marciniak | Spectateurs : 3 486 Arbitrage : Szymon Marciniak |
| 17h00       | Valverde · Rodríguez · Canobbio · Betancur · De La Cruz | Tirs au but 3 – 4 | Peñaranda · Sosa · Hernández · Soteldo · Herrera | Spectateurs : 3 486 Arbitrage : Szymon Marciniak | Spectateurs : 3 486 Arbitrage : Szymon Marciniak |

| 8 juin 2017 | Italie      | 1 – 3   | Angleterre                    | Stade de la Coupe du monde de Jeonju, Jeonju        |                                                     |
| 20h00       | Orsolini 2e | (1 – 0) | 66e 88e Solanke · 77e Lookman | Spectateurs : 5 329 Arbitrage : Antonio Mateu Lahoz | Spectateurs : 5 329 Arbitrage : Antonio Mateu Lahoz |

### Match pour la troisième place
| 11 juin 2017 | Uruguay                     | 0 – 0 ap          | Italie                                 | Stade de la Coupe du monde de Suwon, Suwon   |                                              |
| 15h30        |                             | (0 – 0)           |                                        | Spectateurs : 10 749 Arbitrage : César Ramos | Spectateurs : 10 749 Arbitrage : César Ramos |
| 15h30        | Valverde · Amaral · Boselli | Tirs au but 1 – 4 | Vido · Marchizza · Mandragora · Panico | Spectateurs : 10 749 Arbitrage : César Ramos | Spectateurs : 10 749 Arbitrage : César Ramos |

### Finale
| 11 juin 2017 | Venezuela | 0 – 1   | Angleterre        | Stade de la Coupe du monde de Suwon, Suwon     |                                                |
| 19h00        |           | (0 – 1) | 35e Calvert-Lewin | Spectateurs : 30 346 Arbitrage : Björn Kuipers | Spectateurs : 30 346 Arbitrage : Björn Kuipers |